# إدموند لايتون
إدموند بلير لايتون (21 سبتمبر 1852 - 1 سبتمبر 1922) هو رسام إنجليزي تخصص في اللوحات التاريخية، وتحديدًا، لوحات عن القرون الوسطى.

## سيرته الذاتية
لايتون هو ابن الفنان تشارلز بلير لايتون، وتلقى تعليمه في مدرسة الكلية الجامعية (بالإنجليزية: University College School) قبل أن ينتقل إلى المدرسة الأكاديمية الملكية. تزوج من كاثرين ناش سنة 1885 ورزقا بطفل وطفلة، وكان يعرض رسوماته الفنية بشكل سنوي على الأكاديمية الملكية من 1878 إلى 1920. كان لايتون رساماً بارعاً ومهتما بأدق التفاصيل في رسوماته، فقد عكست رسوماته مشاهد رومانسية على مستوى عال من التنميق والتي لاقت إعجابا واسعا من الجمهور. ويبدو أن لايتون لم يترك أي مفكرات شخصية، وعلى الرغم من أنه عرض لوحاته لمدة تزيد عن أربعين سنة في الأكاديمية الملكية إلا أنه لم يكن أكاديميا.

## أعماله الفنية

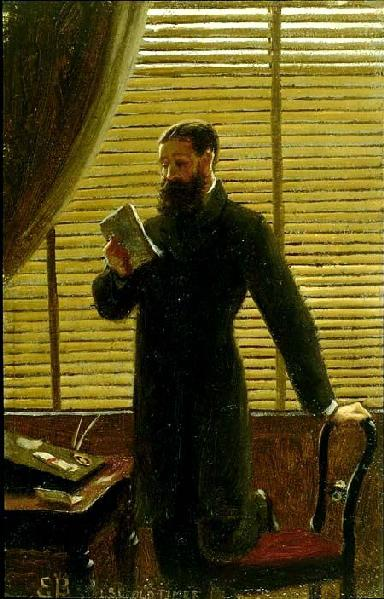
العصور القديمة (1877)
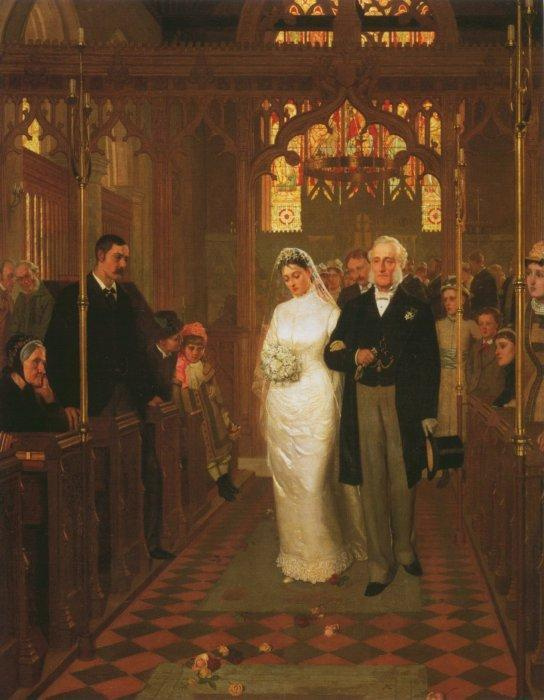
حتى يفرق الموت بيننا (1878)
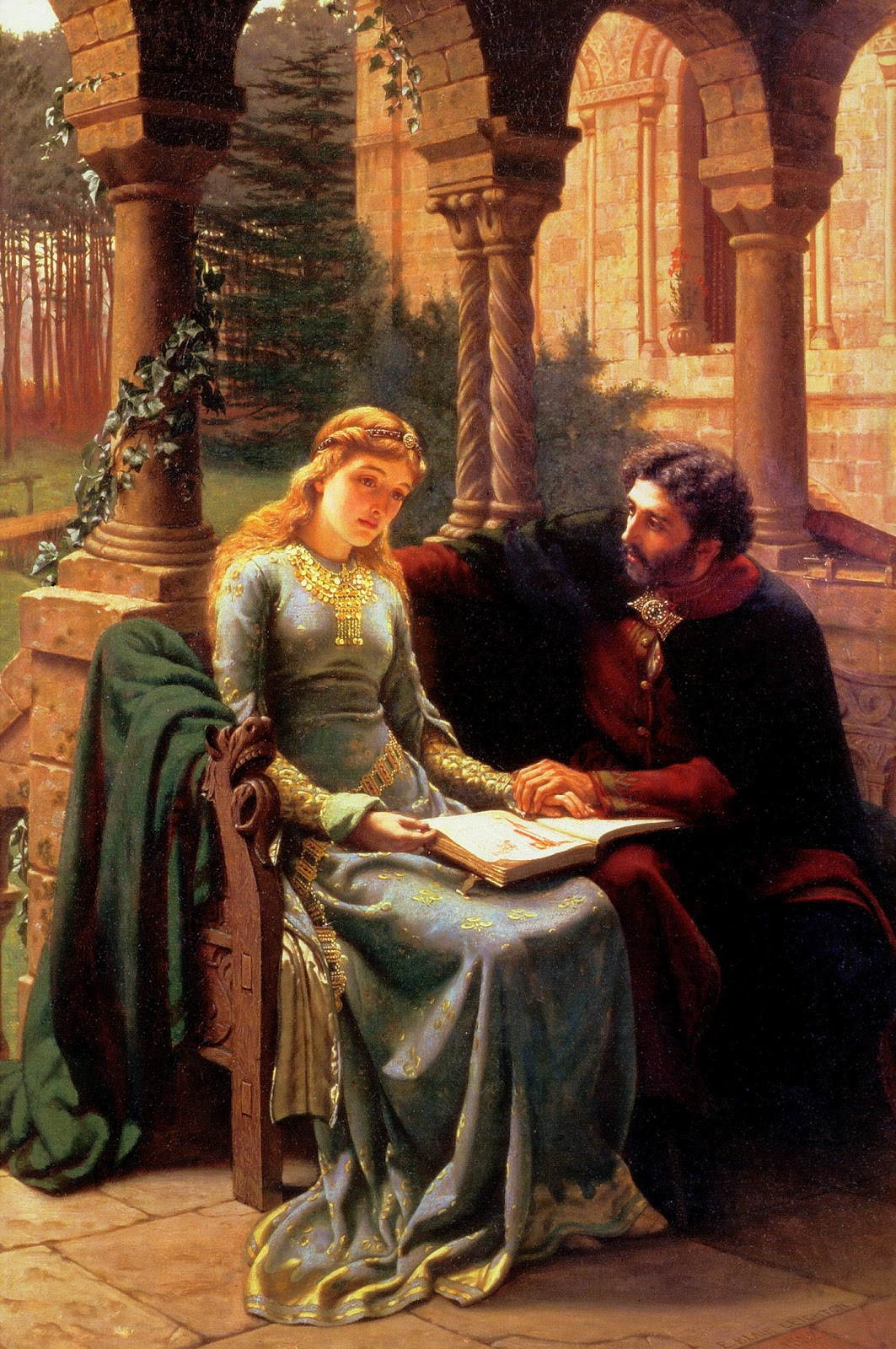
أبيلار و تلميذه إلواز (1882)
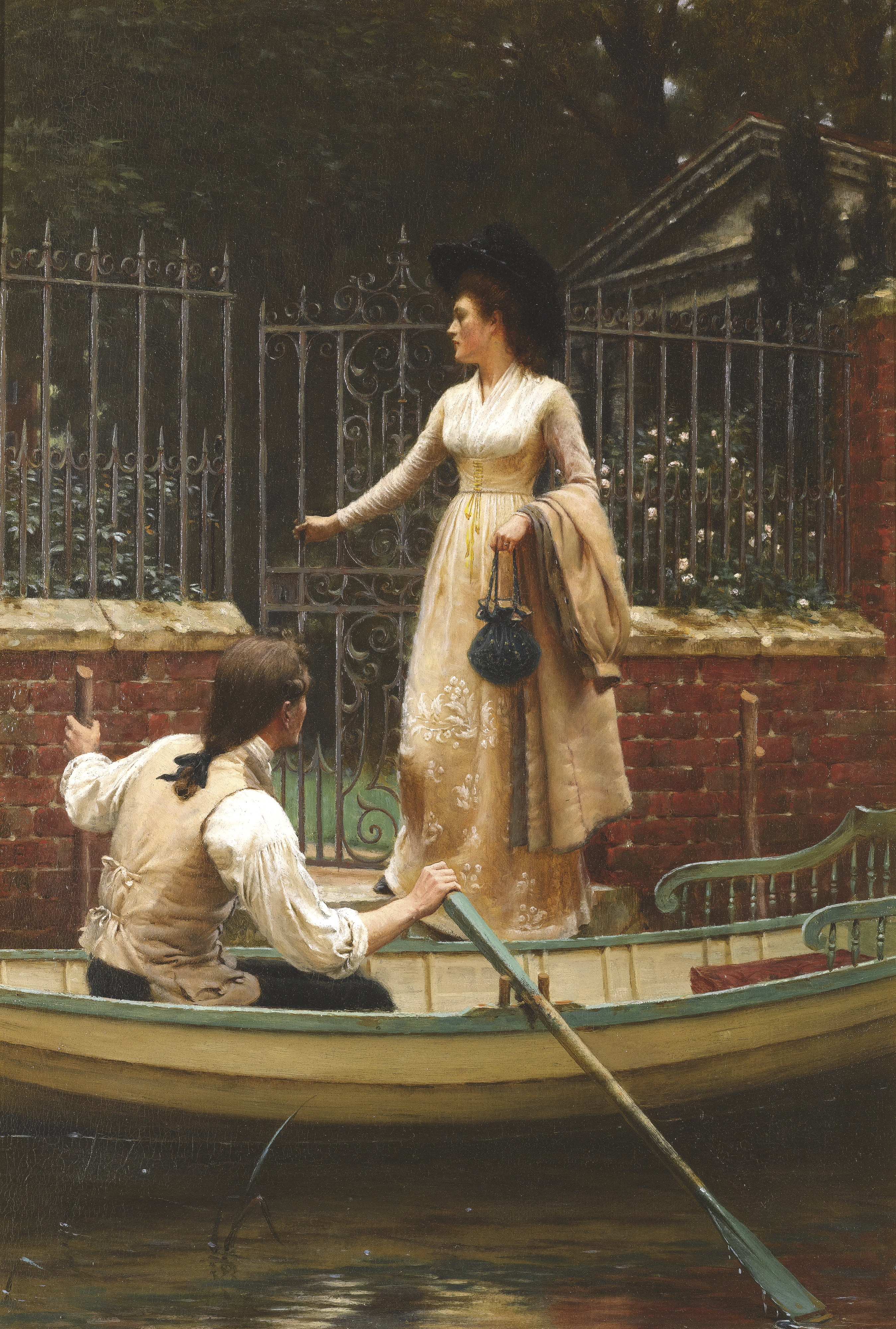
الفرار (1893)
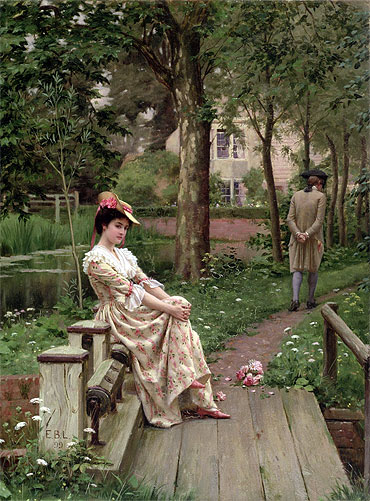
في طريق (1899)
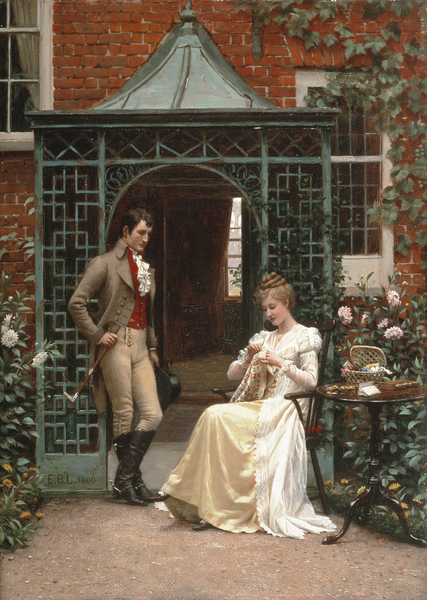
على عتبة (1900)
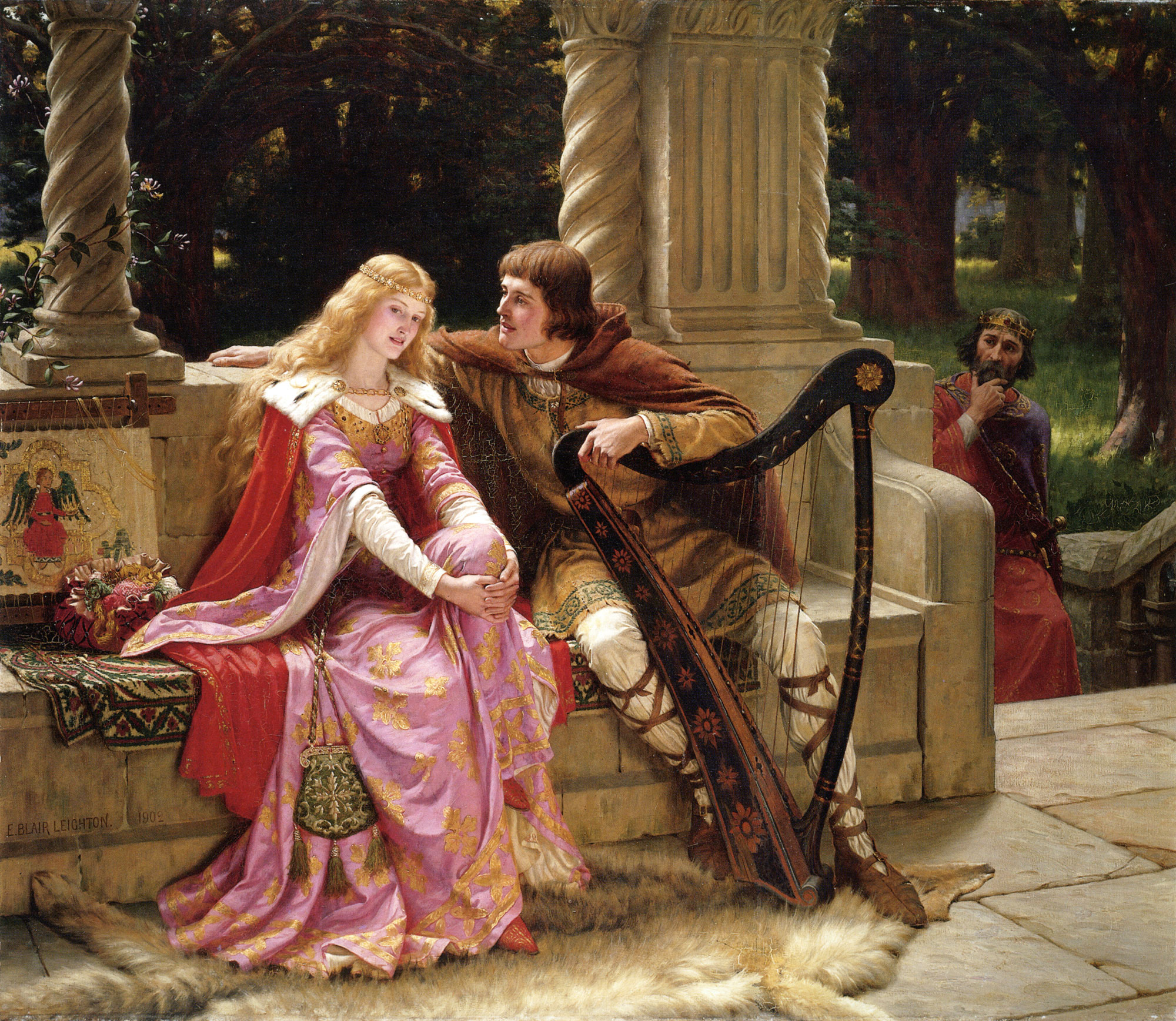
تريستان وإيزولد أو نهاية الاغنية (1902)
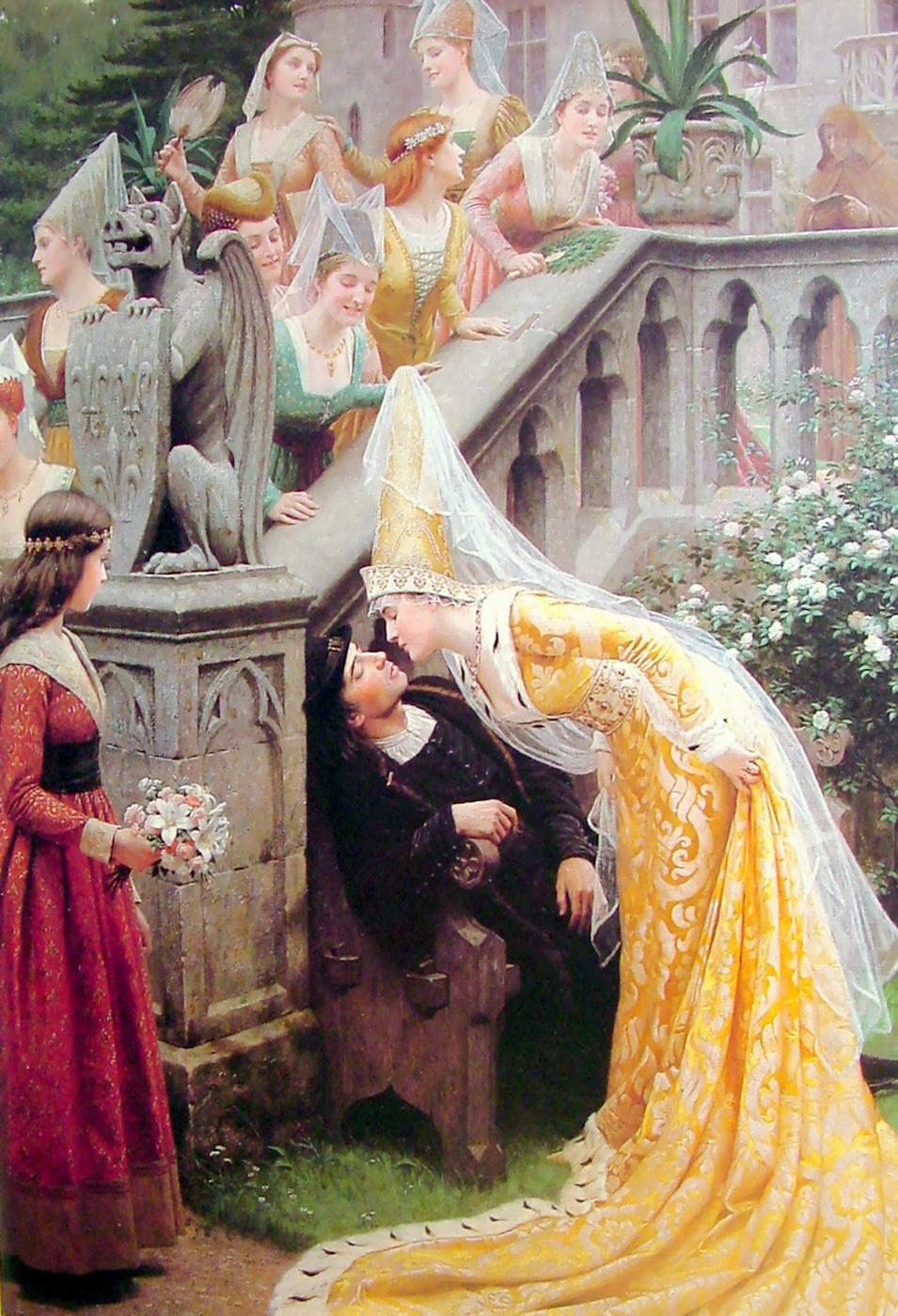
الملكة تقبل الشاعرألان شارتييه وهو نائم (1903)
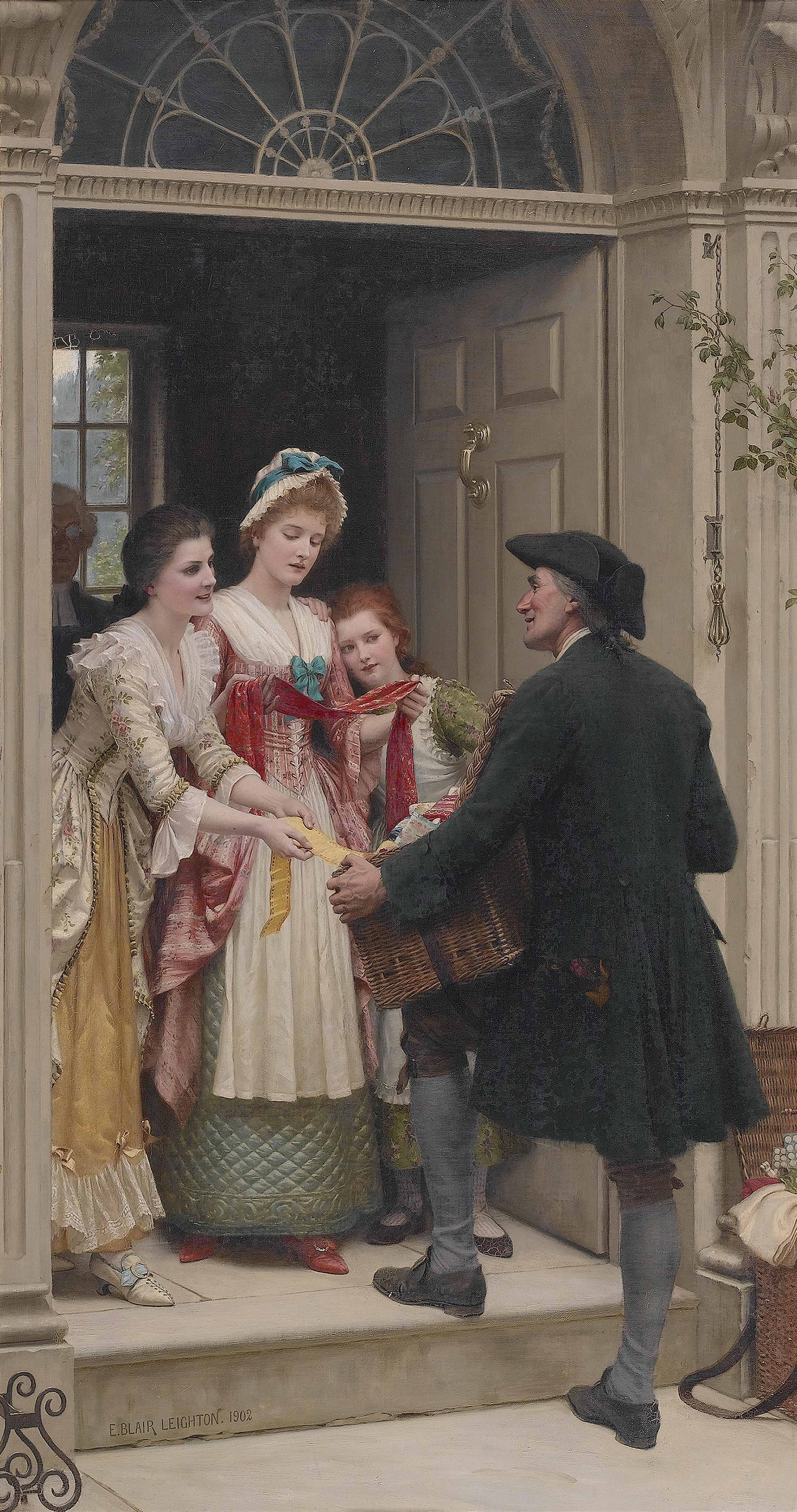
شرائط وأربطة للوجوه جميلة جدا (1904)
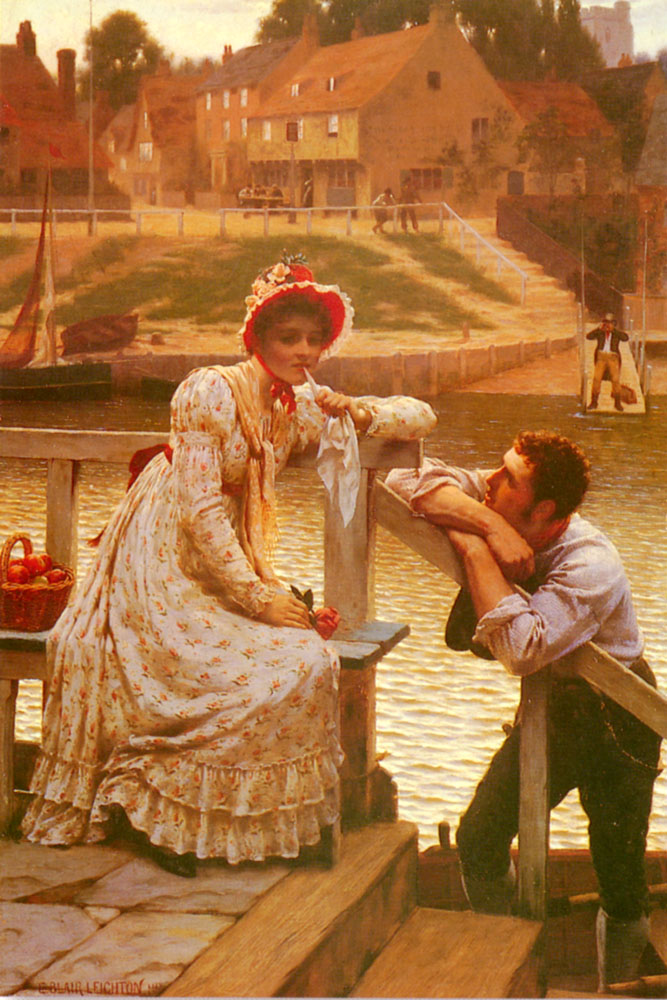
تودد
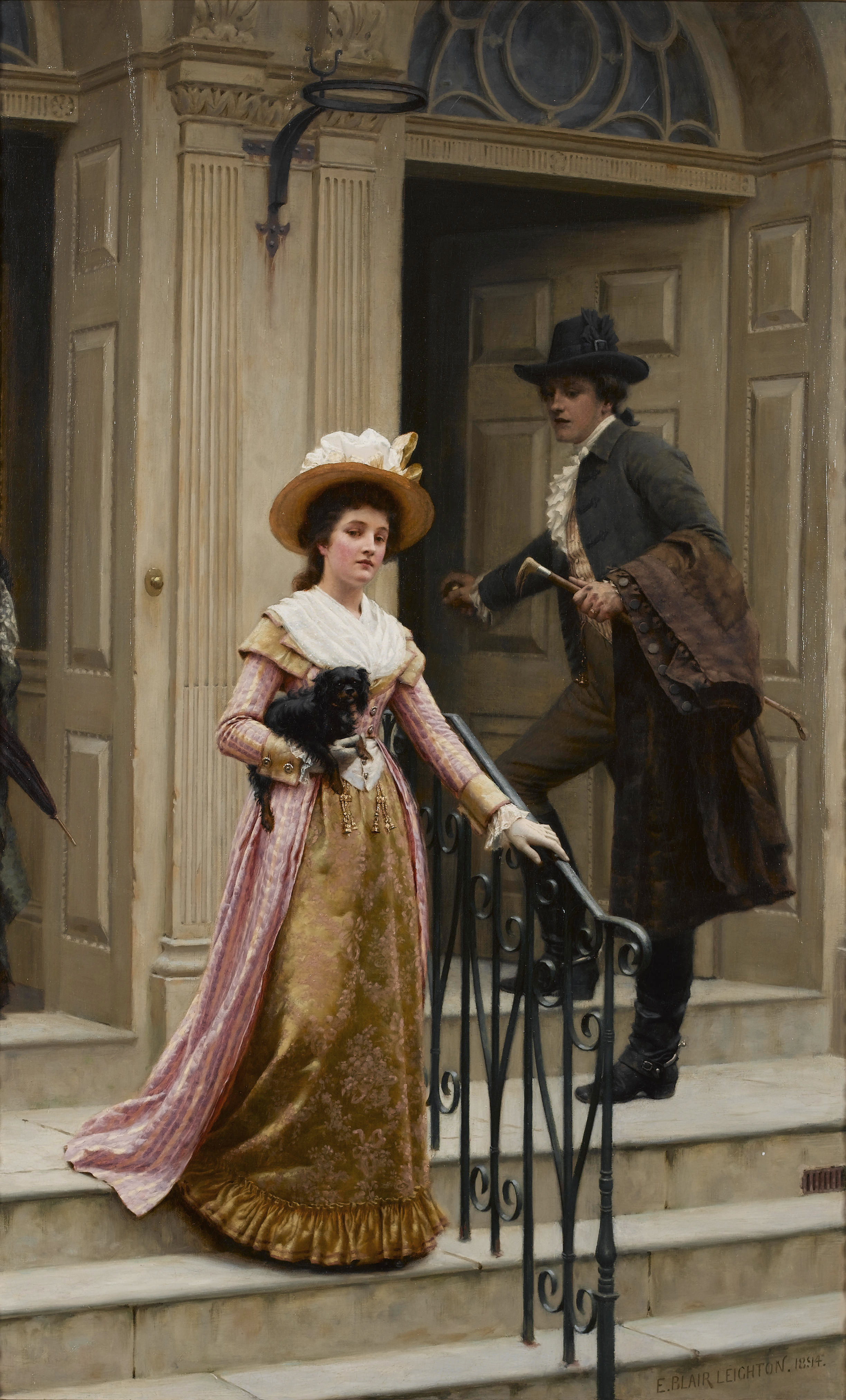
بابي المجاور لجارة
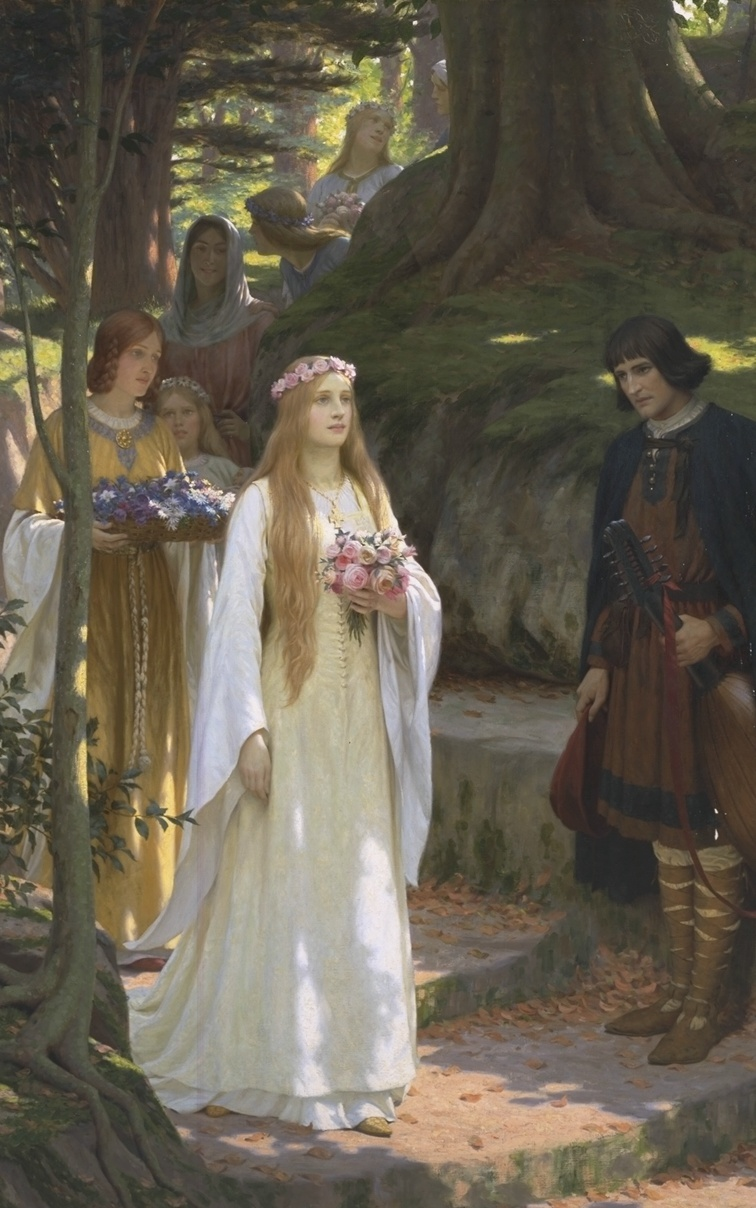
سيدتي الجميلة
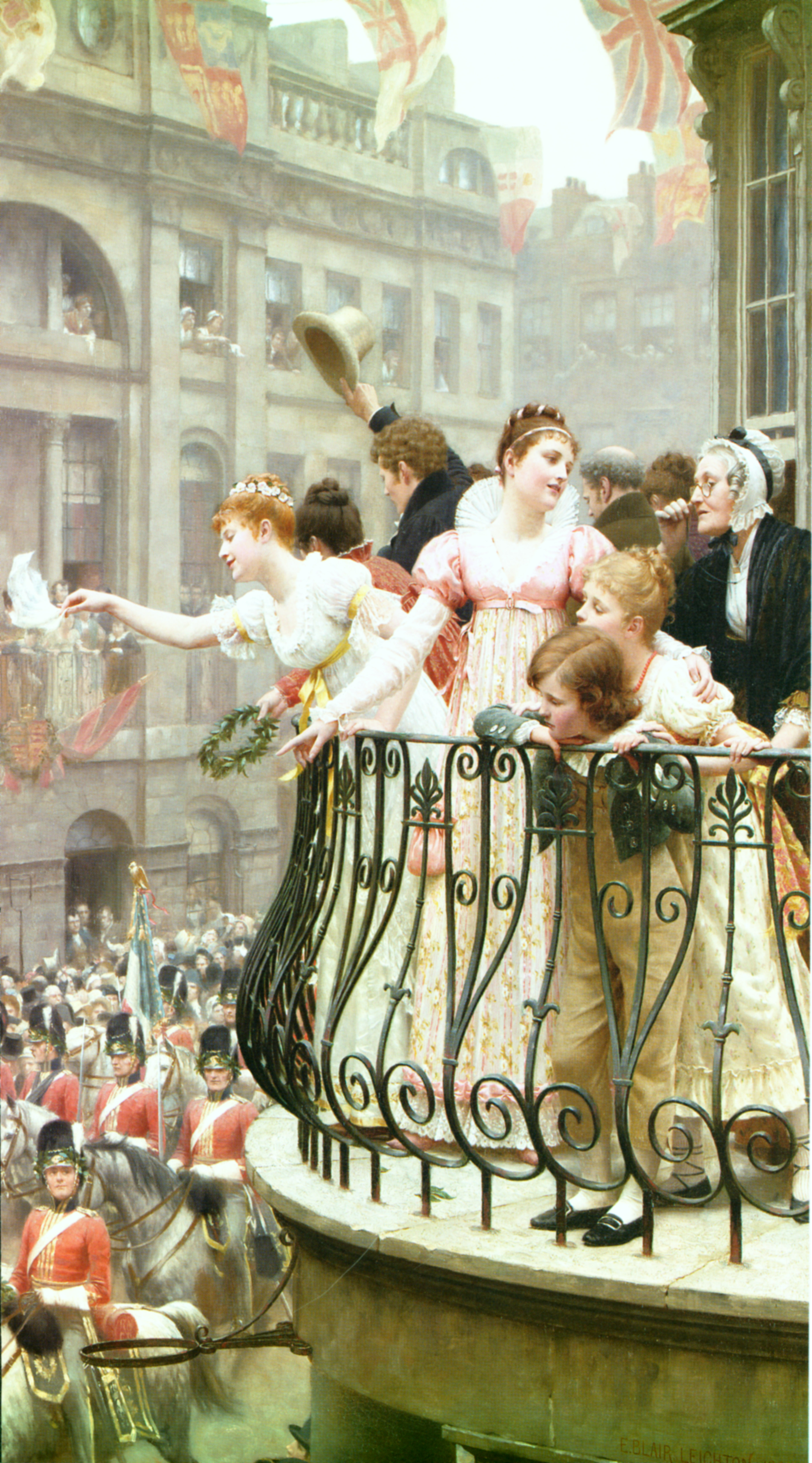
عام (1816)
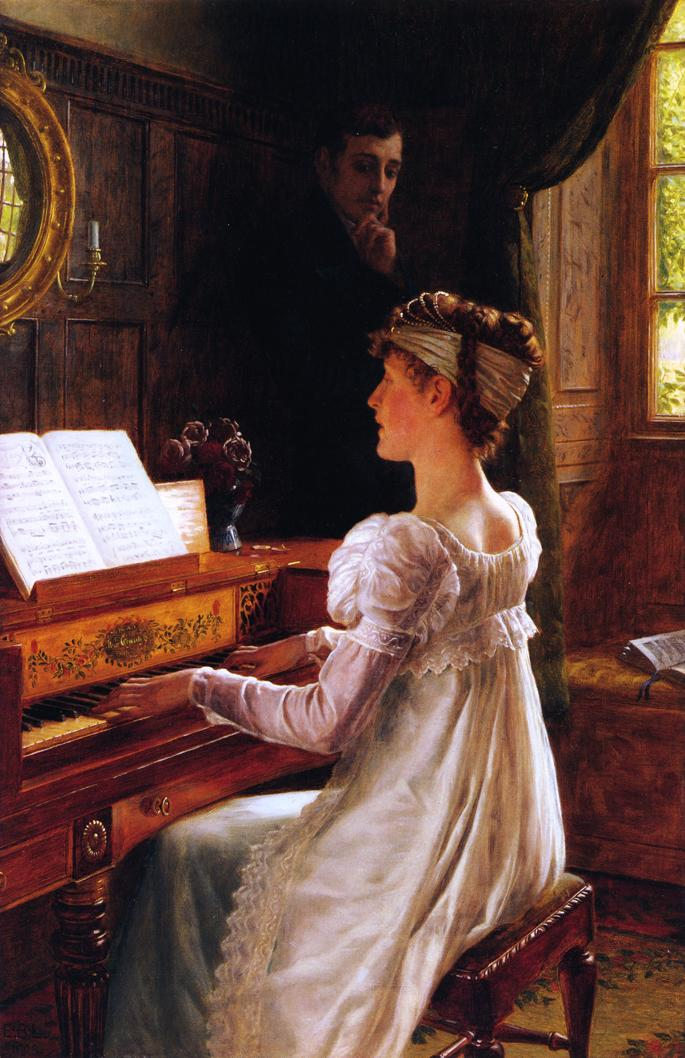
التودد من خلال البيانو
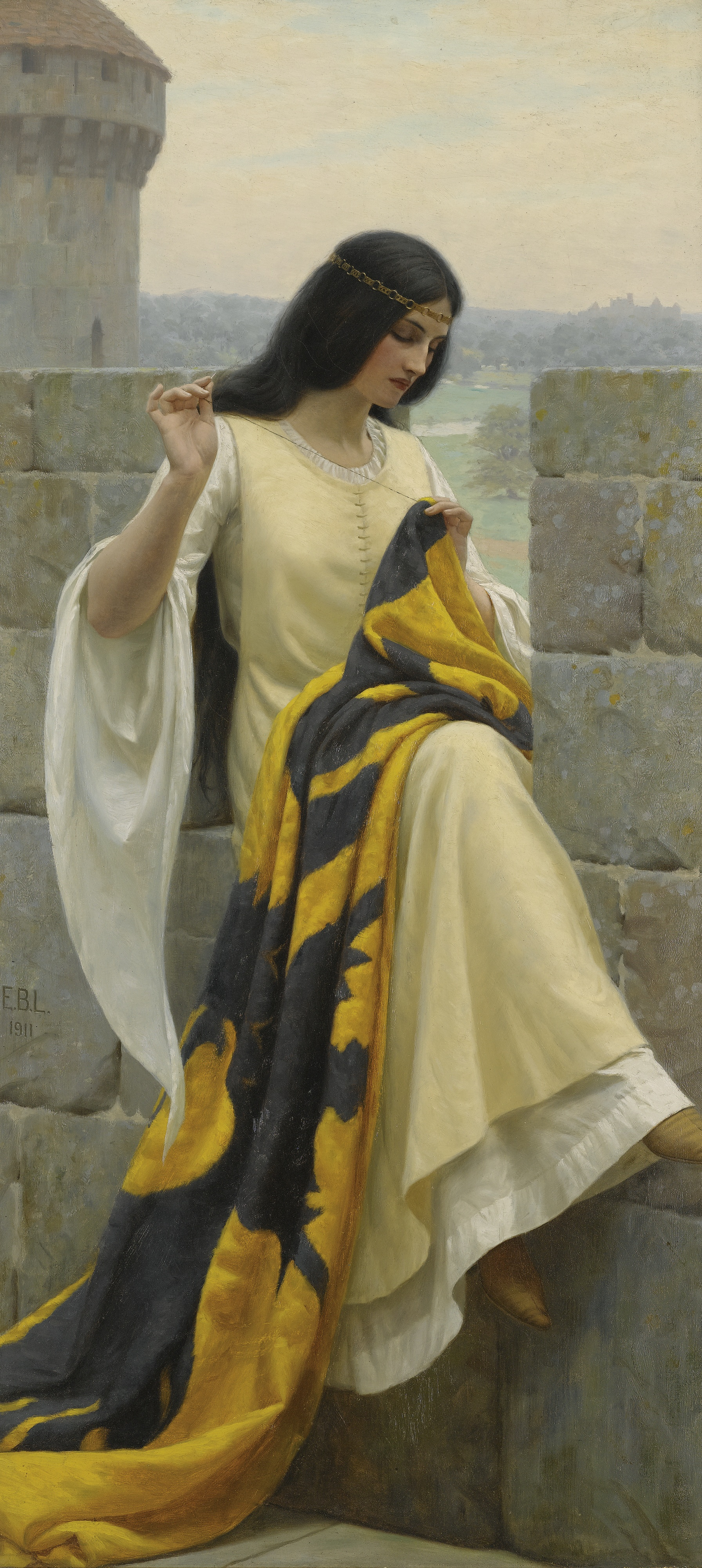
"خياطة العلم": سيدة تجهز فارسًا للذهاب إلى الحرب.
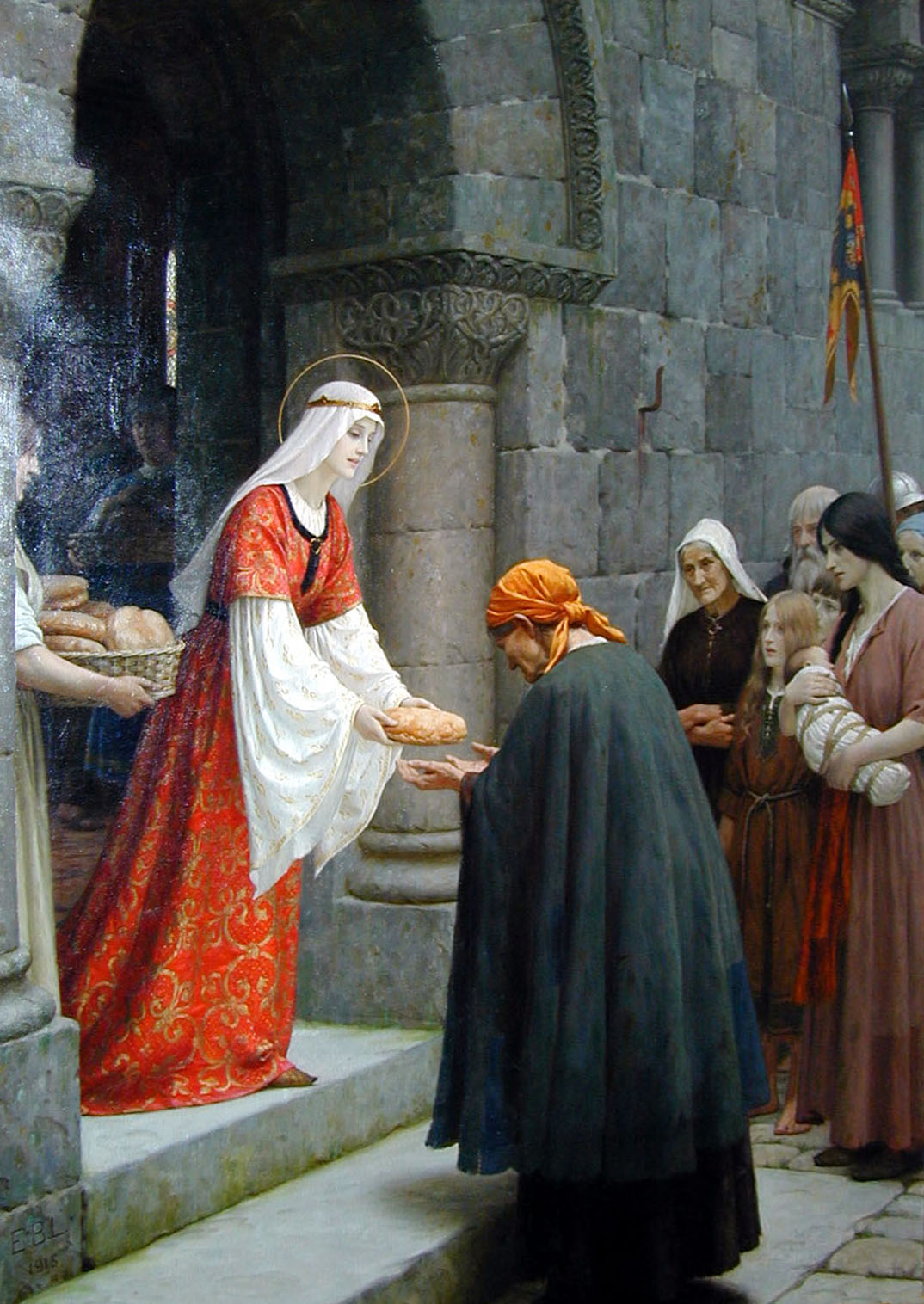
جمعية إليزابيث الخيرية
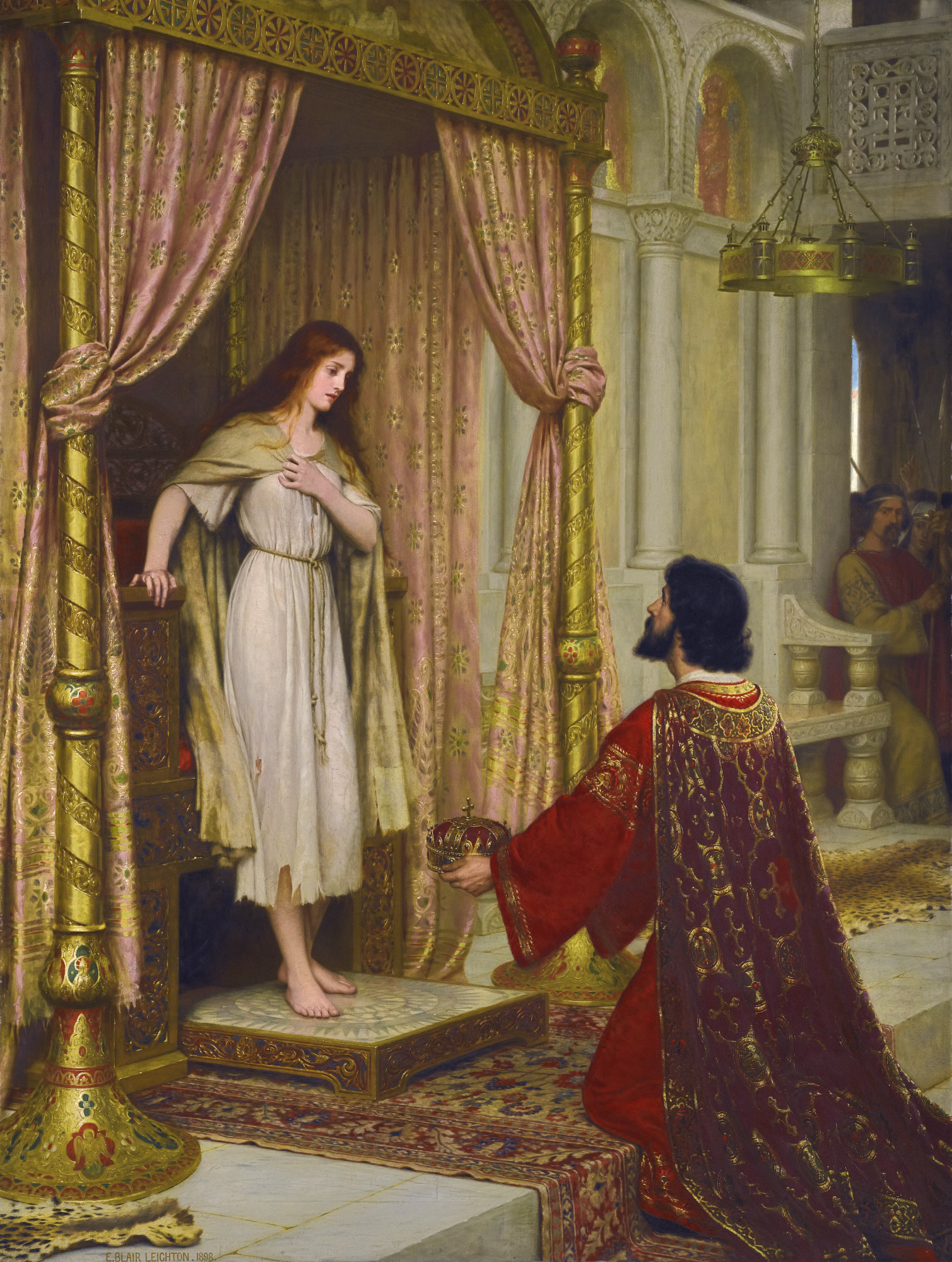
الملك والخادمة الفقيرة
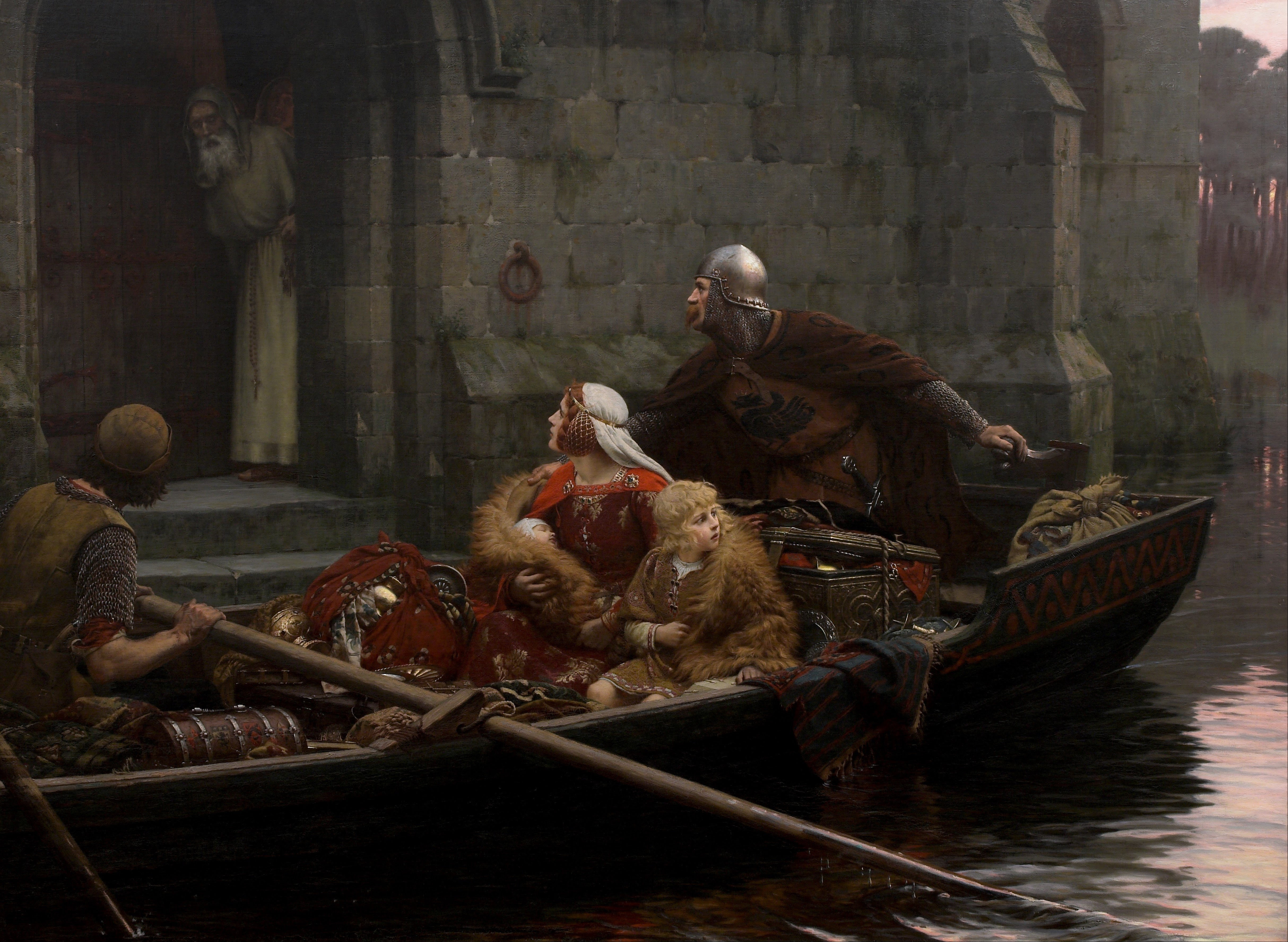
في وقت موبق (1897)
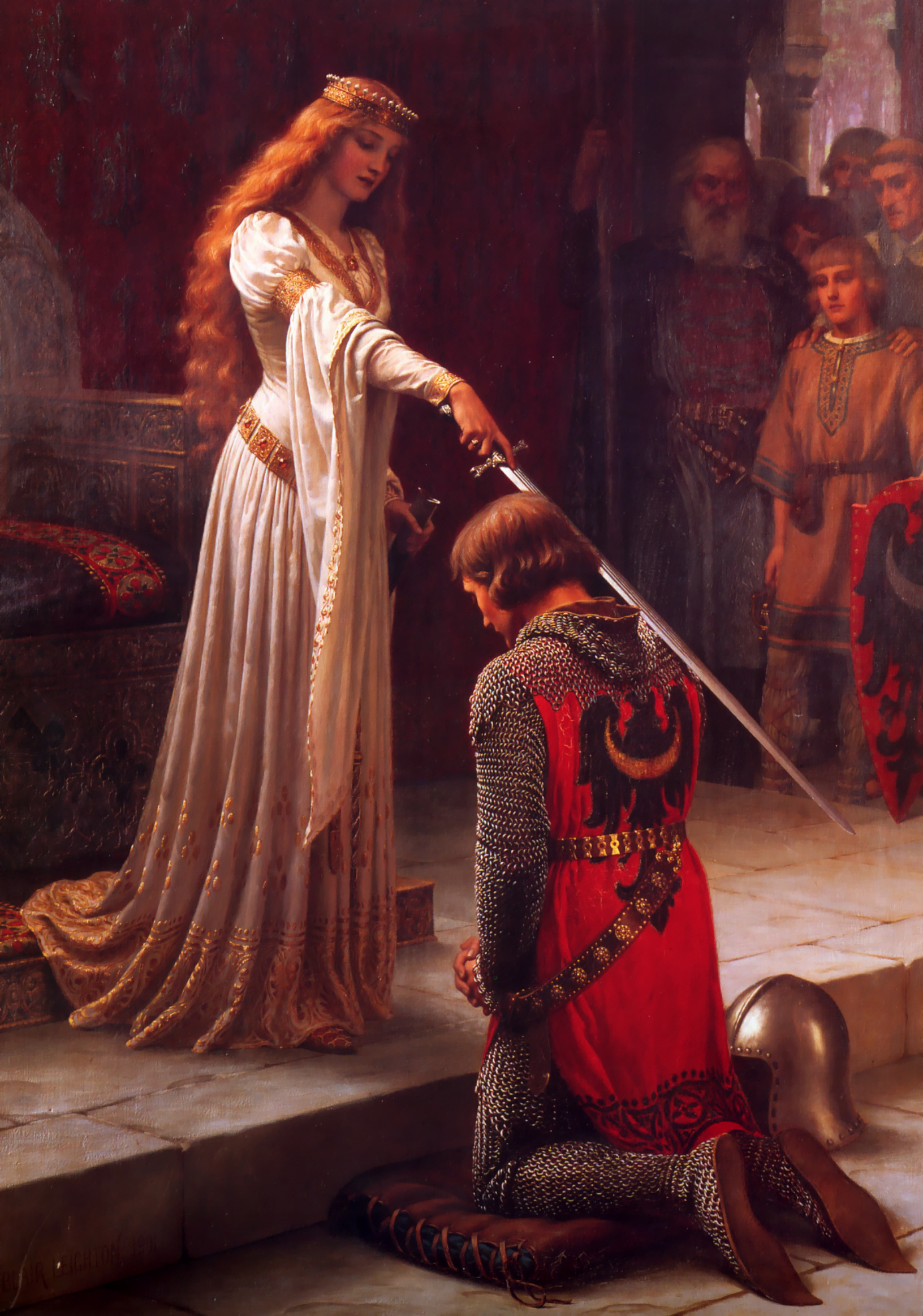
"وسام الفارس" (1901)

## روابط خارجية
- إدموند لايتون على موقع ميوزك برينز (الإنجليزية)